# پرتگاه مالی
دفتر بودجه کنگره ایالات متحده در سال ۲۰۱۲ میلادی تخمین زده‌است که در صورت تغییر نکردن قوانین مربوط به مالیات‌های دریافتی و هزینه‌های دولتی در ایالات متحده، کسری بودجه دولت در سال ۲۰۱۳ نصف خواهد شد که این امر مثبتی برای دولت این کشور به‌شمار می‌آید. اما با این کار، یعنی سوق دادن پول‌ها به سوی دولت، پول در دست شهروندان کاهش یافته و بنابراین قدرت خرید مصرف‌کننده کم می‌شود. این به نوبه خود باعث ایجاد رکود اقتصادی در اوایل سال ۲۰۱۳ در آمریکا خواهد شد. این رکود احتمالی پیش روی ایالات متحده را اصطلاحاً پرتگاه مالی می‌نامند.
مهلت تغییر قانون‌های مالی یادشده تا پایان سال ۲۰۱۲ میلادی است اما برای تغییر این قوانین به توافق میان دو حزب اصلی ایالات متحده یعنی دموکرات‌ها و جمهوری‌خواهان نیاز است و این دو حزب هم‌چنان بر سر این موضوع به توافق نرسیده‌اند.
دموکرات‌ها درصدد آنند که میزان مالیاتی را که ثروتمندان می‌پردازند افزایش دهند و به تعبیر دیگر مالیات پرداختی را منوط به میزان درآمد کنند اما جمهوری‌خواهان با این امر مخالفند.
اگر دو حزب دموکرات و جمهوری‌خواه تا آغاز سال ۲۰۱۳ به توافق نرسند، ایالات متحده با افزایش مالیات‌ها و کاهش هزینه‌های بسیاری از مراکز و ادارات دولتی مواجه خواهد شد که رقم آن به ۶۰۰ میلیارد دلار می‌رسد.
یکی از موارد نیازمند توافق، مسئله تمدید قانون کاهش مالیات‌ها است که در دوران جورج بوش تصویب شده بود و با نزدیک شدن پایان مهلت تمدید آن مالیات‌ها با افزایش روبه‌رو خواهد شد. قانون دیگر نیازمند تغییر، قانون کنترل بودجه ۲۰۱۱ است که موجب کاهش هزینه‌ها شده‌است.